# Ceresium reticulatum
Ceresium reticulatum är en skalbaggsart som beskrevs av Aurivillius 1928. Ceresium reticulatum ingår i släktet Ceresium och familjen långhorningar.
Artens utbredningsområde är Samoa. Inga underarter finns listade i Catalogue of Life.